# Calycophyllum venezuelense
Calycophyllum venezuelense är en måreväxtart som beskrevs av Julian Alfred Steyermark. Calycophyllum venezuelense ingår i släktet Calycophyllum och familjen måreväxter. Inga underarter finns listade i Catalogue of Life.